# El Gordito (José Carmona García)
Pour les articles homonymes, voir El Gordito.
José Carmona García dit « El Gordito » ou parfois « El Gordito hijo » (« hijo » signifiant « fils »), né à Séville (Espagne) le 13 décembre 1883, mort à Séville le 14 mai 1951, était un matador espagnol.

## Présentation
Fils de Antonio Carmona y Luque « El Gordito », il abandonne ses études très jeune pour se lancer dans la tauromachie, sur les traces de son père. Il prend l'alternative des mains de Bienvenida (Manuel Mejías y Rapela) (le pape noir), à Salamanque le 13 septembre 1908. Son alternative est confirmée à Madrid par Vicente Pastor qui lui cède un taureau de la ganadería Pérez-Taberno. 
Sa carrière s'est déroulée essentiellement en Amérique latine. Il n'est revenu en Espagne qu'après s'être coupé la coleta.